# Reichshofstadion
El Reichshofstadion también llamado Planet Pure Stadion por razones de patrocinio, es un estadio multiusos ubicado en la ciudad de Lustenau, estado de Vorarlberg, Austria. El estadio fue inaugurado en 1951 y posee una capacidad para 8.800 espectadores, es utilizado por el SC Austria Lustenau club de la Bundesliga Austriaca.
En 1995 se reconstruyó la tribuna principal y en 2000 se instaló suelo radiante en el campo de césped natural. Originalmente, el estadio tenía una pista de atletismo, pero esta tuvo que dar lugar a gradas adicionales, por lo que hoy en día el estadio es exclusivo para el fútbol.
En febrero de 2018, el "Reichshofstadion" pasó a llamarse "Planet Pure Stadium" después de un cambio de patrocinador. Planet Pure es una empresa que se ha dedicado al desarrollo y producción de detergentes y productos de limpieza ecológicos.

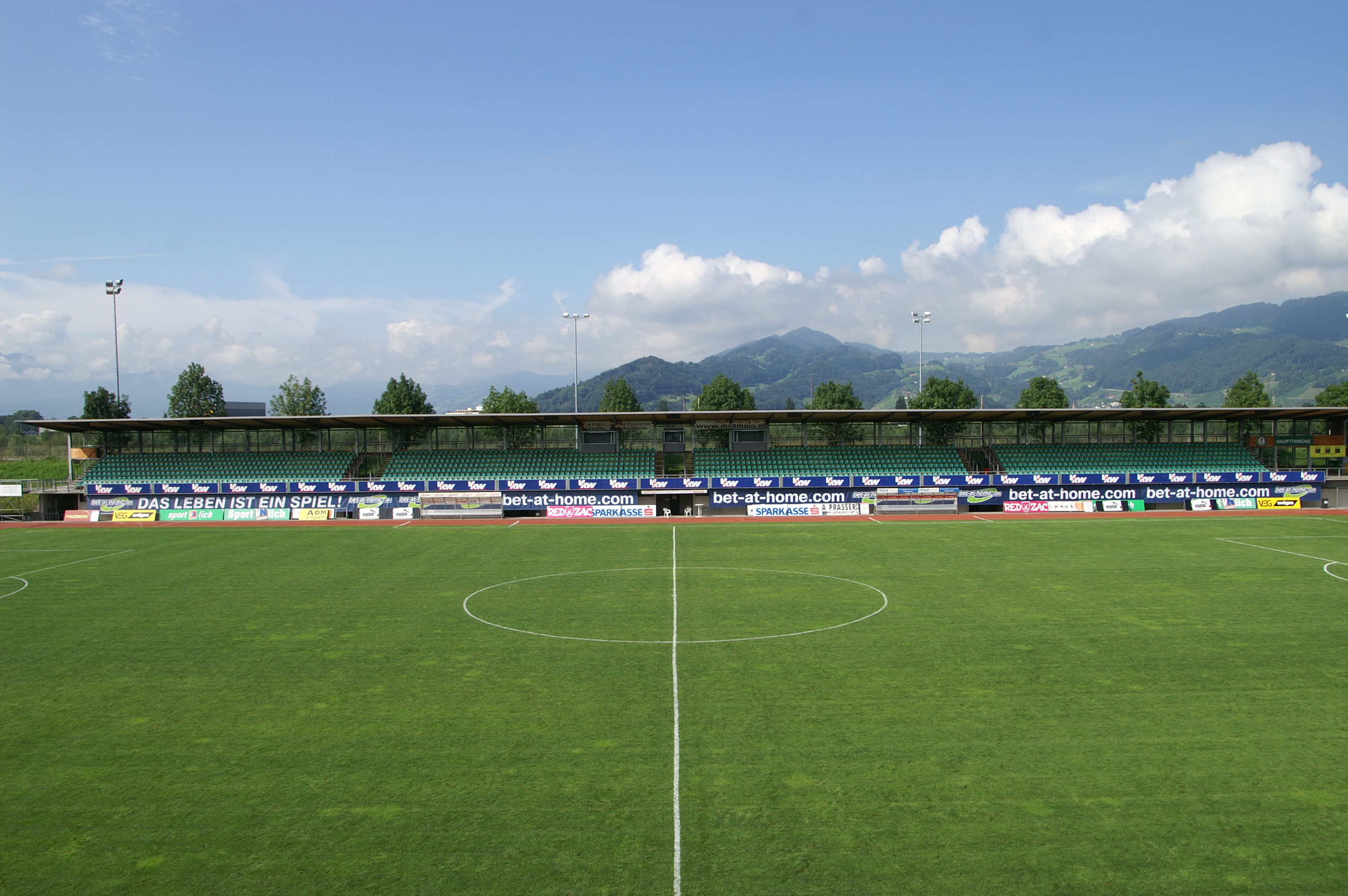
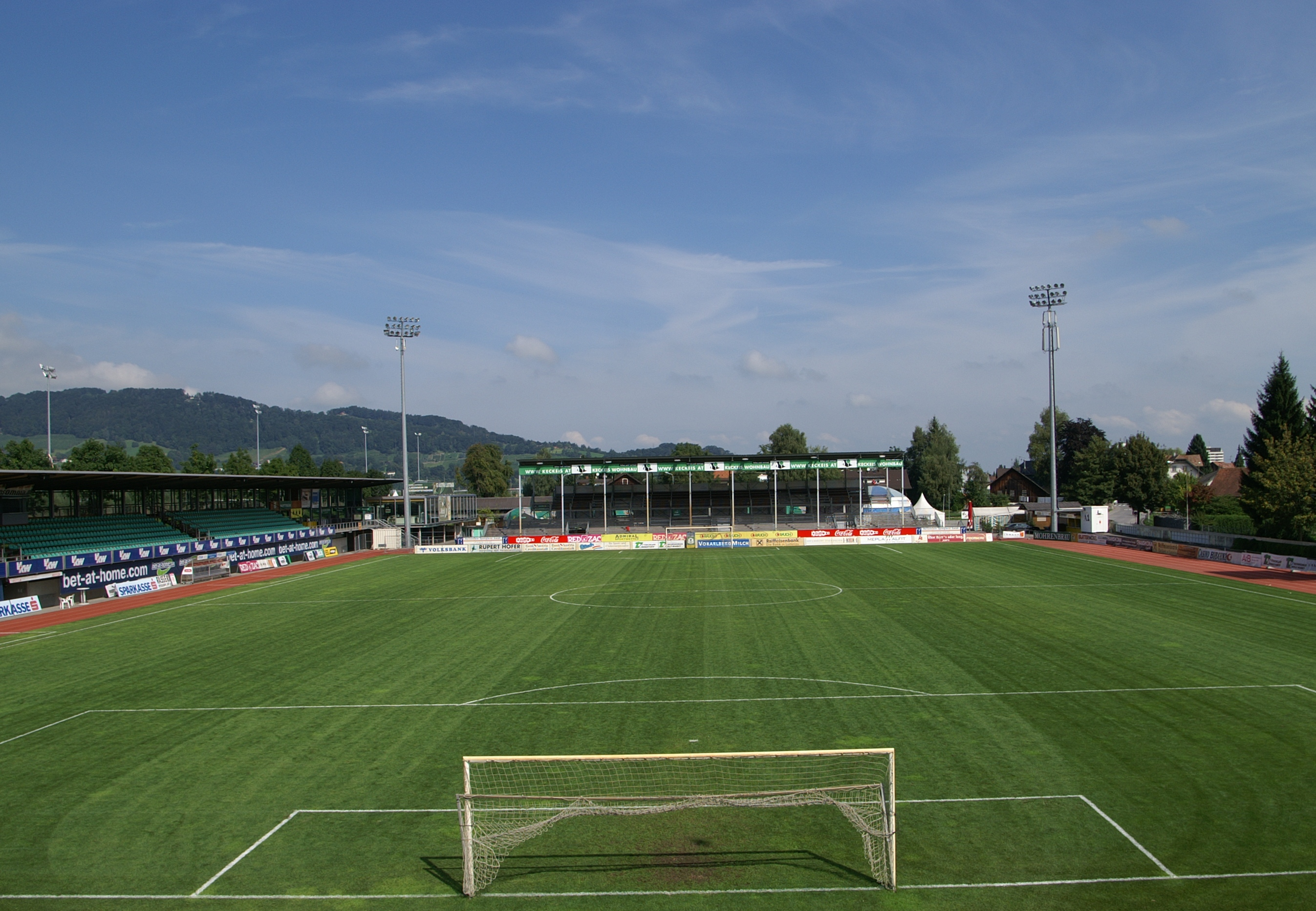